# Helen Keller
Helen Adams Keller (n. 27 iunie 1880, Tuscumbia, Alabama - d. 1 iunie 1968, Easton, Connecticut) a fost o scriitoare nord-americană care a suferit de surdocecitate.

## Biografie
Helen Adam Keller s-a născut pe 27 iunie 1880 în Tuscumbia, Alabama și a murit la 1 iunie 1968, stingându-se cu 26 de zile înainte de-a 88 aniversare în casa sa. Helen Keller a fost scriitoare americană. Ea a fost prima persoana cu surdocecitate care a absolvit colegiul.
Familia Keller era originară din Germania iar tatăl ei este de origine elvețiană. Părinții ei, căpitanul Arthur H. Keller, și mama Kate, a doua soție a căpitanului care este o verișoară a generalului Robert Edward Lee ce a condus armata Confederației Statelor din Sud în Războiul Civil American.
Helen s-a născut ca un copil sănătos, dar la vârsta 19 luni contractează o boală febrilă în urma căreia rămâne cu dizabilități auditive și vizuale. Această boală ar fi fost descrisă de către doctori „ca o congestie a stomacului și a creierului”. Ea caută să se exprime prin semnale cu mâinile, dar neputând fi înțeleasă izbucnește adesea în accese de furie. Singura parteneră de comunicare a fost Martha Washington, cea de-a șasea fiică a familiei bucătăresei, care a fost în stare sa creeze o formă de comunicare; la vârsta de 7 ani a avut peste 60 de semne pentru a comunica cu familia ei. Psihologul sovietic Meșceriakov a afirmat că prietenia cu Washington a fost crucială pentru evoluția ulterioară a lui Helen Keller.

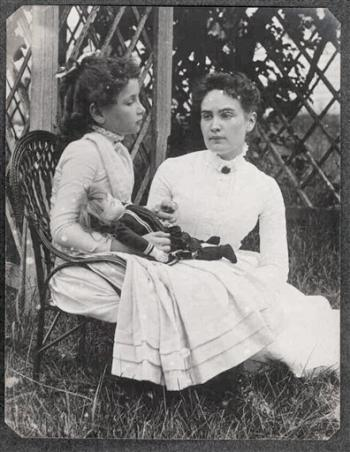
Keller cu Anne Sullivan 1888

În martie 1887 învățătoarea ei Anne Sullivan Macy, împreună cu „Laura Bridgman” au format în „Institutul Perkins” o limbă pentru nevăzătorii surzi. Această limbă consta din semne în relief care puteau fi identificate prin simțul tactil cu degetele. Ulterior va învăța cu ajutorul Annei Sullivan alfabetul Braille, care încă nu era răspândit. Helen a învățat alfabetul Braille și l-a folosit pentru a citi în limba engleză și în alte limbi precum: franceza, germana, greaca, și latina. Anne Sullivan a învățat-o să vorbească folosind metoda atingerii buzelor și gâtului celorlalți în timp ce ei vorbesc. Ea caută să urmeze exemplul norvegienei Ragnhild Kaata, care a reușit să reproducă oral cele citite cu ajutorul degetelor. Astfel va reproduce oral o narațiune scrisă de Margaret Canby, care o va lăuda spunând că versiunea Helenei este mai bună decât originalul scris de ea.
Anne Sullivan, profesoara scriitoarei, a fost cea care a ajutat-o să comunice și a reușit s-o facă cunoscută de întreaga lume prin celebra piesă The Miracle Worker. Școala a delegat-o pe Anne Sullivan, profesoară și fostă studentă, ea însăși având deficiențe de vedere și astfel că a devenit la 20 de ani instructorul lui Helen Keller. Aceasta era începutul unei prietenii de 49 de ani. Dr. Julian J. Chisolm, ulterior, le pune în legătură cu Alexander Graham Bell care se ocupa de copiii cu dizabilități de auz. Graham le-a sfătuit să contacteze Institutul Perkins pentru Nevăzători.
Viața lui Hellen a evoluat după ce ea și-a completat educația. Ea a călătorit mult și a fost foarte deschisă în opoziția sa spre luptă. Helen Keller a organizat o campanie pentru dreptul de a alege al femeilor, drepturile muncitorilor, socialsim precum și multe alte cauze evolutive.
Anne a avut permisiunea de la tatăl lui Helen Keller s-o detașeze de restul familiei într-o căsuță din gradina lor. Anne Sullivan a iubit-o foarte mult pe Helen și a prețuit-o ca și cum ar fi fost copilul ei. Prima sarcină a lui Anne a fost de-a insufla conduita fetei răsfățate. Marea descoperire a lui Helen legată de comunicare, a venit într-o zi când și-a dat seama că mișcările pe care le făcea profesoara ei în palma ei în timp ce pompa apa peste mâna ei, simboliza ideea de „apă”.
În 1891, la vârsta de 11 ani, Helen Keller a scris The Frost King. Au existat acuzații precum că această scriere a fost plagiată după The Frost Fairies de Margaret Canby. Investigația efectuată a arătat că e posibil ca Helen să se fi confruntat cu un caz de cryptomnesie în care ea citise povestea autoarei Canby dar a uitat despre aceasta, în timp a rămas în memoria ei în subconștient.
În 1888 Helen a urmat „The Royal Institute for the Blind”. În 1894, Helen Keller și Anne Sullivan s-au mutat în New York pentru a urma „The Wright-Humason School for the Deaf” și „Horace Mann School for the Deaf”. În 1896, ele s-au întors în Massachusetts iar Helen a intrat la " The Cambridge School for Young Ladies” înainte de a fi admisă, în 1900 la „Radcliffe College”. Admiratorul lui Helen Keller, Mark Twain i-a făcut cunoștință acesteia cu magnatul Henry Huttleton Rogers care împreună cu soția sa a plătit pentru educația ei.
La vârsta de 23 ani și-a publicat autobiografia intitulată The Story of My Life (1903) cu ajutorul lui Anne Sullivan și soțul acesteia John Macy. Aceasta include și scrisori pe care le-a scris și povestea vieții ei până la vârsta de 21 de ani și a fost scrisă cât a studiat la colegiu.
În 1904, la vârsta de 24 ani, Helen Keller urmează cursurile universității „Radcliffe College” unde învață franceza și germana, termină studiile în mod excelent primind distincția „cum laude”, devenind astfel prima persoană cu dizabilități de vedere și auz care a câștigat un grad la „Bachelor of Arts”. Mai târziu obține titlul de doctor de onoare la universitatea din Harvard.
Helen Keller a scris The World I Live In în 1908 oferindu-le cititorilor o imagine de ansamblu cum a simțit ea lumea fără s-o vadă și s-o audă.
Corespondează aproape regulat cu filozoful și pedagogul Wilhelm Jerusalem. Mai târziu ea va ține prelegeri apărând pe cei asupriți și mai ales apără drepturile negrilor, prin care atrage asupra ei dezaprobarea propriei familii. Ea devine membră a Partidului Socialist American (Socialist Party of America, SPA) și a militat în favoarea clasei muncitoare în 1909-1920. 

Helen l-a susținut pe Eugene V. Debs, candidatul Partidului Socialist, în fiecare din campaniile sale pentru președinție.
Publicația „Newspaper Columnists” care a apreciat curajul și inteligența sa înainte de a-și exprima punctele sale de vedere în materie de socialism, acum atrage atenția asupra handicapului ei. Editorul „Brooklyn Eagle-ului” a scris că greșelile ei sunt suspendate de limitele manifestate în dezvoltarea sa. Răspunsul lui Helen a fost: „La acea vreme, complimentele pe care mi le-a făcut au fost foarte generoase încât mă rușinez când îmi amintesc de ele. Dar acum când m-am afirmat pentru socialism, el îmi amintește în public că sunt oarbă și surdă și în special pasibilă de greșeli. Eu trebuie să fi involuat de atâția ani de când îl cunosc. Oh! ce ridicol: Brooklyn Eagle! Domeniul social în materie de dizabilități de vedere și auz justifică un sistem de toleranță, un sistem care este cauza surzeniei și orbirii fizice și care încercăm să-l prevenim”.
Helen Keller s-a alăturat grupului „Industrial Workers of the World” în 1912, spunând că „socialismul parlamentar s-a scufundat în mlaștina politică”. Ea a motivat că a activat în acest grup deoarece era preocupată de probleme legate de orbire și alte dizabilități: „Am fost numită în comisia care efectuează investigații legate de orbire. Pentru prima dată, eu,  care am crezut că orbirea este o nenorocire dincolo de controlul uman, am constatat că această afecțiune a fost prea mult adaptată la condițiile industriale greșite, adesea cauzate de egoism, lăcomie etc. Am constatat că sărăcia le-a condus pe femei la o viață de rușine care s-a finalizat prin orbire”. În 1913 a publicat un volum de eseuri despre socialism intitulat Out of the Dark.
Prietenia dintre Anne și Helen a continuat mult timp după ce aceasta i-a fost profesoară. Helen și Anne au călătorit în peste 39 de țări, efectuând mai multe călătorii în Japonia. Anne s-a căsătorit cu John Macy în 1905, iar starea ei de sănătate a început să se înrăutățească în 1914. Polly Thompson a fost angajată pentru a avea grijă de casă. Polly Thompson era o tânără femeie originară din Scoția care nu avea experiență în probleme legate de auz și văz. Ea a progresat în munca de secretariat, și în cele din urmă a devenit prietena lui Helen Keller.
În 1915 Helen și George Kessler au fondat „The Helen Keller International (HKI) organization”. Această organizație era menită să facă cercetari în probleme legate de vedere, sănătate și nutriție. În 1920 a ajutat la „the American Civil Liberties Union (ACLU)”.
În 1927 a publicat My Religion și a reeditat Light in my Darkness. Aceasta susține învățăturile lui Emanuel Swedenborg.
După ce Anne a murit în 1936, Helen și Polly s-au mutat în Connecticut. Ele au călătorit în lumea largă strângând fonduri pentru nevăzători.
Cand ea a vizitat Prefectura Akita din Japonia în iulie 1937, Helen a întrebat de Hachikō, faimosul câine care a murit în 1935. Ea i-a mărturisit unui japonez că și-ar dori un câine din rasa Akita și i-a fost dat unul timp de o lună cu numele Kamikaze-go. Helen Keller a fost cea care a introdus rasa Akita în Statele Unite prin intermediul celor doi câini. S-au organizat spectacole canine dar astfel de activități au fost sistate după al doilea razboi mondial. Helen a scris în jurnalul Akita: „Dacă a existat vreodată un înger îmbrăcat în blană, acela a fost Kamikaze-go. Știu că niciodată nu mă voi simți mai sensibilă pentru orice alte animale de companie. Câinele Akita are toate calitățile pentru mine: este blând, prietenos și de încredere”.
Polly Thompson a avut un accident vascular cerebral în 1957, în urma căruia nu și-a revenit complet, și astfel că a murit în 1960.
Winnie Corbally, o asistentă care a avut grijă de Polly în 1957, a fost după moartea acesteia însoțitorul lui Helen pentru tot restul vieții.
Helen a devenit o difuzoare și o autoare cu un renume mondial. Ea ne este amintită ca o sprijinitoare a persoanelor cu handicap. Ea a fost o pacifistă, un opozant a lui Wilson, etc.
Din 1961 Helen Keller își petrece ultimii ani de viață în casa sa. Președintele Lyndon B. Johnson i-a acordat lui Helen Keller „The Presidential Medal of Freedom” una dintre cele mai înalte onoruri civile din Statele Unite. În 1965 a fost aleasă pentru „The Women’s Hall of Fame at the New York World’s Fair.” Helen Keller și-a dedicat o mare parte din viața ei mai târziu pentru strângerea de fonduri pentru „Fundația Americană pentru Orbi”.
După o hemoragie cerebrală ea se retrage din viața publică. Helen Keller moare în timpul somnului în anul 1968. Slujba a fost ținută în onoarea sa la Catedrala Națională din Washington iar cenușa ei a fost depusă alături de prietenele ei, Anne Sullivan și Polly Tompson.

## Opere
În total Helen Keller a scris 12 cărți, printre care:
- 1903 Povestea vieții mele [15] (The Story of My Life)
- Calea mea din întuneric
- Invățătoarea și prietena mea Anne Sullivan
- Lumea mea
- Religia mea
- Optimismus

## Citat
Singurul lucru mai rău decât sa fii orb, este să ai vedere dar să n-ai viziune.

## Literatură
- Keller, Helen, Povestea vieții mele, tradus de Cristian Velecico și Teodora Cimpean, București, 2020: Editura NEPSIS, p. 176
- Keller, Helen, Povestea vieții mele, traducere, prefață și addenda de Rodica Albu, Iași: Institutul European, 1992